# マルコ・アントニオ・ダ・シルバ
マルキーニョス（Marquinhos）ことマルコ・アントニオ・ダ・シルバ（Marco Antônio da Silva、1966年5月9日 - ）は、ブラジル・ミナスジェライス州ベロオリゾンテ出身のサッカー選手。ポジションはミッドフィールダー、フォワード。セレッソ大阪では森島寛晃とのコンビネーションで旧JFL時代を含めて84試合出場40得点を記録した。

## 経歴
パウロ・ロベルト・ファルカン監督時代の1990年、ブラジル代表として1990年12月12日にロサンゼルスで行われたメキシコとの親善試合に先発出場した。
1994年にセレッソ大阪に加入、高いテクニックを誇る攻撃的MFとして活躍し、ファンに愛された。森島寛晃とのカウンターアタックからのホットラインで、1994年には21ゴールを決めて、Jリーグ昇格に大きく寄与、同年のJFLベスト11に選出された。さらに、天皇杯でJリーグのチームに勝ち続ける快進撃を見せ、決勝でベルマーレ平塚に破れたが、準優勝に貢献した。またこの年、JFLオールスターサッカーに先発出場、1ゴール1アシストの活躍でMVPを受賞した。
1995年3月29日のジュビロ磐田戦でJリーグ初ゴールを含む2ゴールを決めるなど、16ゴールを決める活躍を見せたが、1996年限りで退団した。

## 個人成績
| 国内大会個人成績 | 国内大会個人成績 | 国内大会個人成績 | 国内大会個人成績 | 国内大会個人成績 | 国内大会個人成績 | 国内大会個人成績 | 国内大会個人成績 | 国内大会個人成績 | 国内大会個人成績 | 国内大会個人成績 | 国内大会個人成績 |
| 年度             | クラブ           | 背番号           | リーグ           | リーグ戦         | リーグ戦         | リーグ杯         | リーグ杯         | オープン杯       | オープン杯       | 期間通算         | 期間通算         |
| 年度             | クラブ           | 背番号           | リーグ           | 出場             | 得点             | 出場             | 得点             | 出場             | 得点             | 出場             | 得点             |
| 日本             | 日本             | 日本             | 日本             | リーグ戦         | リーグ戦         | リーグ杯         | リーグ杯         | 天皇杯           | 天皇杯           | 期間通算         | 期間通算         |
| ---------------- | ---------------- | ---------------- | ---------------- | ---------------- | ---------------- | ---------------- | ---------------- | ---------------- | ---------------- | ---------------- | ---------------- |
| 1994             | C大阪            | 10               | 旧JFL            | 29               | 21               | 1                | 0                | 5                | 2                | 35               | 23               |
| 1995             | C大阪            | -                | J                | 39               | 16               | -                | -                | 1                | 0                | 40               | 16               |
| 1996             | C大阪            | -                | J                | 16               | 3                | 8                | 1                | 0                | 0                | 24               | 4                |
| 通算             | 日本             | 日本             | J                | 55               | 19               | 8                | 1                | 1                | 0                | 64               | 20               |
| 通算             | 日本             | 日本             | 旧JFL            | 29               | 21               | 1                | 0                | 5                | 2                | 35               | 23               |
| 総通算           | 総通算           | 総通算           | 総通算           | 84               | 40               | 9                | 1                | 6                | 2                | 99               | 43               |

## 代表歴

### 試合数
- 国際Aマッチ 1試合（1990年）[8]

| ブラジル代表 | 国際Aマッチ | 国際Aマッチ |
| 年           | 出場        | 得点        |
| ------------ | ----------- | ----------- |
| 1990         | 1           | 0           |
| 通算         | 1           | 0           |